# Ballade des dames du temps jadis
Die Ballade des dames du temps jadis („Ballade der Frauen von einst“) ist ein Gedicht von François Villon und erinnert wehmütig im Stil des Ubi-sunt?-Genres an berühmte Frauen des Altertums und der Geschichte. Das Gedicht gehört zum Spätwerk Villons und ist Teil seines Grand Testament.
Besonders berühmt ist der Refrain, Mais où sont les neiges d’antan ? („Wo ist der Schnee vom vergangenen Jahr?“).

## Text

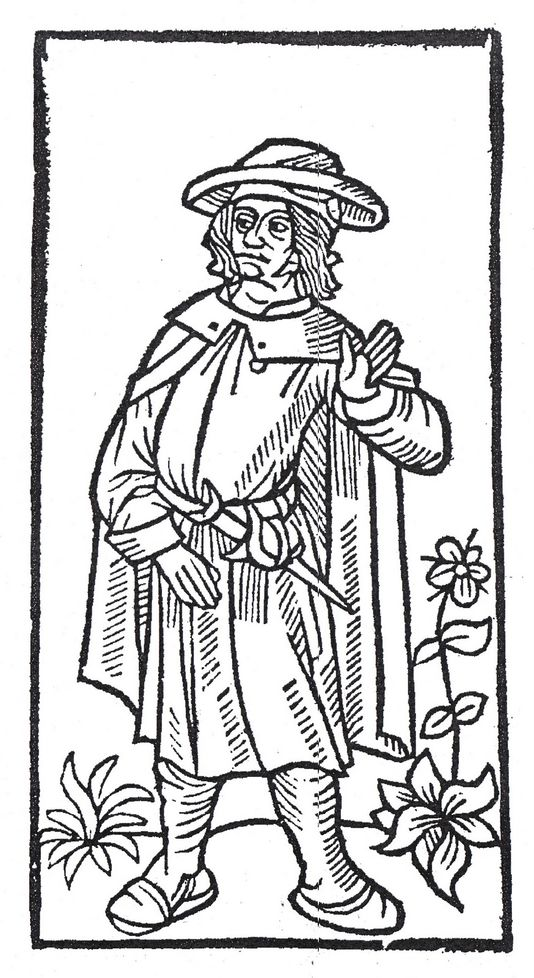
François Villon

| Dictes moy où, n’en quel pays,        |  |  | Sagt mir, in welchem Land                   |
| Est Flora, la belle Romaine ;         |  |  | ist Flora, die schöne Römerin,              |
| Archipiada, ne Thaïs,                 |  |  | Alkibiades und Thaïs,                       |
| Qui fut sa cousine germaine ;         |  |  | seine Kusine,                               |
| Echo, parlant quand bruyt on maine    |  |  | Echo, die spricht, wenn man Lärm macht      |
| Dessus rivière ou sus estan,          |  |  | auf dem Fluss oder dem Teich,               |
| Qui beaulté ot trop plus qu’humaine ? |  |  | und die von übermenschlicher Schönheit war? |
| Mais où sont les neiges d’antan ?     |  |  | Doch wo ist der Schnee vom letzten Jahr?    |
|                                       |  |  |                                             |
| Où est la très sage Helloïs,          |  |  | Wo ist die äußerst weise Heloïse,           |
| Pour qui fut chastré et puis moyne    |  |  | für die entmannt und später Mönch ward      |
| Pierre Esbaillart à Saint-Denis ?     |  |  | Petrus Abaelardus in Saint Denis?           |
| Pour son amour ot cest essoyne.       |  |  | Für seine Liebe litt er solche Pein.        |
| Semblablement, où est la royne        |  |  | Wo ist gleichermaßen die Königin,           |
| Qui commanda que Buridan              |  |  | die befahl, dass Buridan                    |
| Fust gecté en ung sac en Saine ?      |  |  | in einem Sack in die Seine geworfen wurde?  |
| Mais où sont les neiges d’antan ?     |  |  | Und wo ist der Schnee vom letzten Jahr?     |
|                                       |  |  |                                             |
| La royne Blanche comme lis,           |  |  | Die Königin Lilienweiß,                     |
| Qui chantoit à voix de seraine ;      |  |  | die mit Sirenenstimme sang,                 |
| Berte au grant pié, Bietris, Allis ;  |  |  | Bertha vom großen Fuß, Béatrix, Aélis,      |
| Haremburgis qui tint le Maine,        |  |  | Eremberg, die das Maine besaß,              |
| Et Jehanne, la bonne Lorraine,        |  |  | und Jeanne, die gute Lothringerin,          |
| Qu'Englois brulerent à Rouan ;        |  |  | die die Engländer in Rouen verbrannten,     |
| Où sont elles, Vierge souvraine ?     |  |  | wo sind sie, wo, hehre Jungfrau?            |
| Mais où sont les neiges d’antan ?     |  |  | Doch wo ist der Schnee vom letzten Jahr?    |
|                                       |  |  |                                             |
| Prince, n’enquerez de sepmaine        |  |  | Prinz, frage nicht in einer Woche,          |
| Où elles sont, ne de cest an,         |  |  | wo sie sind, nicht dieses Jahr!             |
| Qu’à ce reffrain ne vous remaine :    |  |  | Uns bleibt nur dieser eine Reim:            |
| Mais où sont les neiges d’antan ?     |  |  | Wo ist der Schnee vom letzten Jahr?         |

## Vertonungen
Eine Vertonung des vollständigen Gedichts hat Georges Brassens verfasst, der Erfolg des Chansons hat dazu geführt, dass auch dessen Melodie – eine Eigenschöpfung Brassens – gelegentlich François Villon zugeschrieben wird.

Der Anfang der Ballade in Brassens Vertonung

Das Vanitas-Motiv des „Schnees vom vergangenen Jahr“ hat in der Populärkultur des 20. Jahrhunderts weite Verbreitung gefunden und ist als „Schnee von gestern“ eine stehende Redewendung in der deutschen Sprache geworden. Im Englischen wurde dies von Rossetti mit Where are the snows of yesteryear? wiedergegeben, wobei yesteryear eine Wortneuschöpfung darstellte.
Einige spätere Komponisten beziehen sich daher genauso auf Brassens Melodie wie auf Villons Text, so der Liedermacher Ulrich Roski, dessen Song auch von Joana interpretiert wurde.

## Zitate
Hugo von Hofmannsthal lässt in Der Rosenkavalier die Marschallin in ihrem berühmten Monolog sagen:
 Geh such dir den Schnee vom vergangenen Jahr!
Bertolt Brecht zitiert Villon im Refrain von Nannas Lied (Musik Kurt Weill), wo eine hartgesottene Prostituierte Sentimentalitäten der Vergangenheit abtut:
Wo sind die Tränen von gestern abend?

Wo ist der Schnee vom vergangenen Jahr?
Der italienische Schriftsteller Giorgio Bassani veröffentlichte unter dem Titel Les neiges d’antan eine Erzählung; in: Der Geruch von Heu, Verlag Klaus Wagenbach (Original: L’odore del fieno, Feltrinelli).
Till Lindemann singt in Rammsteins Lied „Sehnsucht“ (1996):
Zwischen deine langen Beinen

such den Schnee vom letzten Jahr

doch es ist kein Schnee mehr da

## Einzelbelege
1. ↑  François Villon, Übersetzt von Carl Fischer Verlag Hanser Verlag, 1991 ISBN 3446161430
2. ↑  Formen produktiver Rezeption François Villons im deutschen Sprachraum, Ausgabe 234,  Stuttgarter Arbeiten zur Germanistik, von Wolfgang Pöckl, Verlag Heinz, 1990, ISBN 388099238X